# Villa Michelangelo
Villa Michelangelo si trova in via Buonarroti Simoni a Settignano, nel comune di Firenze.

## Storia e descrizione
La villa fu un'antica proprietà dei Buonarroti, famiglia della piccola nobiltà fiorentina, e si pensa che qui visse i primi anni di vita Michelangelo. Nelle sue biografie egli ricorda infatti come, dopo essere nato a Caprese dove suo padre ricopriva la carica di podestà, si trasferì sulla collina fiorentina, dove una balia di Maiano, vicina frazione celebre per essere patria di cave di pietra e di scalpellini, lo avrebbe allattato con «latte impastato con la polvere di marmo», da cui derivò la sua precoce passione per la scultura.